# Chorągiew Kielecka ZHP
Chorągiew Kielecka ZHP, krypt. „Ul Skała” – jednostka terenowa Związku Harcerstwa Polskiego.
Działa na terenie województwa świętokrzyskiego. Siedzibą władz Chorągwi są Kielce.

## Początki działalności harcerskiej w Świętokrzyskiem
Latem 1912 w kieleckiej Szkole Handlowej, Włodzimierz Gierowski założył zakonspirowaną Pierwszą Drużynę Harcerską im. Dionizego Czachowskiego. W 1916 powstał pluton I Kieleckiej Drużyny Harcerzy w gimnazjum im. Mikołaja Reja (obecne I Liceum im. Stefana Żeromskiego w Kielcach), a następnie 2 KDH im. Jana Henryka Dąbrowskiego 1920 „Błękitna Dwójka”.
Przy Seminarium Nauczycielskim działała 5 KDH im. księcia Józefa Poniatowskiego z drużynowym Franciszkiem Siudą, w której uczniowie „ćwiczeniówki” tworzyli zastępy młodoharcerskie, a słuchacze seminarium – grupę starszoharcerską. Przy katolickim prywatnym gimnazjum męskim im. S. Kostki działała „Czarna Ósemka”.
Hufiec Kielecki istniał od 1916 r., jego pierwszym komendantem okręgu ZHP był Edmund Massalski (od 1924 -1939 r. komendant Kieleckiej Chorągwi). Wielu harcerzy należało do Polskiej Organizacji Wojskowej a kultywowane tradycje walki o wolność Ojczyzny zaowocowały służbą w Legionach Piłsudskiego.
Do tradycji kieleckich harcerzy weszło składanie przyrzeczenia na górze Bruszni, miejscu zbiórki oddziału powstańców. 21 kwietnia 1917 r. Druh J. Bieńkowski
Komendy X Okręgu ZHP, podpisał rozkaz wybudowania (do 3 maja) Krzyża na Bruszni. Wykonawcą zadania mianowano Druha Józefa Kłodawskiego. Krzyż postawiali harcerze I KDH.
22 maja 1917 r. na Bruszni zgromadził się cały Hufiec Kielecki, ks. Antoni Źrałek, kapelan harcerski odprawił Mszę św. Na poniosła się po lesie modlitwa harcerska: „O Panie Boże, Ojcze nasz, opiece swej nas miej...” Pierwszym przewodniczącym Komendy Naczelnej ZHP był ks.hm. Jan Mauersberger, który 28 maja 1917 r., podczas I Okręgowego Zlotu ZHP, poświęcił stojący Krzyż. Las na Bruszni zaczęto nazywać „harcerskim”, a pod Krzyżem odbywały się uroczyste zaprzysiężenia harcerzy.
W skład Komendy Głównej wchodzili także duchowni a każda chorągiew miała kapelana.

## II Rzeczpospolita
Starsi harcerze kieleccy w 1920 w czasie wojny polsko-bolszewickiej służyli w szeregach pułków Armii Ochotniczej, brały udział w obronie Warszawy. Młodsi – pełnili służbę pomocniczą w Pogotowiu Harcerskim. Harcerze walczyli w powstaniach śląskich: harcerze 1 KDH służyli w Batalionie Harcerskim 11 Pułku Piechoty.

## Szare Szeregi – ZHP w czasie II wojny światowej
W czasie II wojny światowej harcerze brali udział w pracach Pogotowia Wojennego Harcerzy. 3 maja 1940 na górze Bruszni pod Karczówką, pod Krzyżem Harcerskim odbyły się obchody Święta Trzeciego Maja. Był to zarazem konspiracyjny Zlot Hufca Kielce, który stał się pierwszą zbiorową akcją sprawności i organizacji w czasie okupacji. Zebrany przez harcmistrza Jana Zawadzkiego pierwszy kielecki oddział Szarych Szeregów złożył wówczas uroczystą przysięgę. Harcerskie Drużyny Szturmowe Szarych Szeregów wspierały zbrojnie AK w walce z Niemcami. 11 listopada 1941 r., podczas akcji małego sabotażu w Kielcach Gestapo aresztowało 6 członków Szarych Szeregów.

## Działalność po II wojnie światowej
Harcerze pracowali na rzecz organizacji społecznych, przy odbudowie kraju w ramach Harcerskiej Służby Polsce Socjalistycznej. Organizowano zloty drużyn na (Stadionie w Cedzynie, 1958 r.), akcje "Sprzysiężenie Świętokrzyskiego", uroczystości związane z obchodami Tysiąclecia Państwa Polskiego. Harcerstwo Kielecczyzny realizowało program pod kryptonimem "Ciekoty".
6 czerwca 1971 nastąpiło uroczyste nadanie Kieleckiej Chorągwi ZHP imienia Stefana Żeromskiego.
29 maja 1988 r. polowa msza św. przed zabytkowym, kościółkiem w Białogonie, poprzedziła uroczystość poświęcenia nowego Krzyża na Bruszni. Mszę koncelebrował ks. biskup Mieczysław Jaworski w asyście sztandaru 4 pp Leg. AK i chorągwi harcerzy kieleckich.
W 2022 Chorągiew Kielecka ZHP otrzymała Odznakę Honorową Województwa Świętokrzyskiego.

## Hufce Chorągwi Kieleckiej ZHP
| Nazwa Hufca                           | Adres                                       | Teren działania                                            | Komendant                      |
| ------------------------------------- | ------------------------------------------- | ---------------------------------------------------------- | ------------------------------ |
| Hufiec ZHP Busko-Zdrój                | ul.Leszka Marcińca 4 28-100 Busko-Zdrój     | powiaty buski i kazimierski, gmina Oleśnica                | hm. Adam Gadawski              |
| Hufiec ZHP Jędrzejów                  | ul. Władysława Reymonta 12 28-300 Jędrzejów | powiat jędrzejowski                                        | pwd. Tomasz Dudziński          |
| Hufiec ZHP Kielce-Miasto              | ul. Planty 16a 25-502 Kielce                | miasto Kielce,Bilcza,Brzeziny,Jaworznia,Krajno i Zajączków | phm. Agnieszka Waszak          |
| Hufiec ZHP Kielce-Południe            | ul. Gagarina 5 25-031 Kielce                | miasto Kielce                                              | hm. Milot Jakubowski           |
| Hufiec ZHP Kielce-Powiat              | ul.ks.Józefa Marszałka 30 26-001 Masłów     | powiat kielecki                                            | hm. Olga Zawodnik-Purtak       |
| Hufiec ZHP Końskie                    | ul. Robotnicza 2 26-200 Końskie             | powiat konecki                                             | phm. Jacek Suder               |
| Hufiec ZHP Miechów                    | ul. Racławicka 2 32-200 Miechów             | powiat miechowski                                          | pwd. Patrycja Proszczałkiewicz |
| Hufiec ZHP Opatów                     | ul. Partyzantów 12b 27-500 Opatów           | powiat opatowski, gmina Łagów                              | phm. Magdalena Zając           |
| Hufiec ZHP Ostrowiec Świętokrzyski    | ul. Polna 56 27-400 Ostrowiec Świętokrzyski | powiat ostrowiecki                                         | phm. Dominik Markiewicz        |
| Hufiec ZHP Pińczów                    | ul. Spółdzielcza 26 28-400 Pińczów          | powiat pińczowski                                          | phm. Anna Steckiewicz          |
| Hufiec ZHP Sandomierz                 | ul. Puławiaków 2 27-600 Sandomierz          | powiat sandomierski                                        | pwd. Jolanta Ziarko            |
| Hufiec ZHP Skarżysko-Kamienna         | Plac Floriański 1 26-110 Skarżysko-Kamienna | powiat skarżyski, z wyłączeniem gminy Łączna               | pwd. Paulina Rokicka           |
| Hufiec ZHP Starachowice               | ul. Harcerska 4 27-200 Starachowice         | powiat starachowicki                                       | phm. Konrad Ćwik               |
| Hufiec ZHP Staszów                    | ul. Wysoka 39 28-200 Staszów                | powiat staszowski                                          | phm. Dorota Gałęza             |
| Hufiec ZHP Szczekocińsko-Włoszczowski | ul. Wiśniowa 23 29-100 Włoszczowa           | powiat włoszczowski, miasto i gmina Szczekociny            | phm. Łukasz Huć                |

## Komenda Chorągwi Kieleckiej
- hm. Arkadiusz Szostak- komendant Chorągwi Kieleckiej
- hm. Tomasz Rejmer- skarbnik
- hm. Agnieszka Stochmal- z-czyni komendanta ds. kształcenia i pracy z kadrą
- hm. Milot Jakubowski- członek komendy ds. programu
- hm. Olga Zawodnik-Purtak- członkini komendy ds. programu
- pwd. Katarzyna Daranowska- członkini komendy ds. organizacyjnych i finansowania organizacji

## Rada Chorągwi Kieleckiej
- hm. Lucjan Pietrzczyk- przewodniczący
- hm. Cezary Huć
- hm. Katarzyna Sieradzan
- phm. Karol Janeczek
- hm. Piotr Kurczyński
- hm. Mikołaj Matynia
- phm. Renata Nowak
- phm. Magdalena Ochman
- phm. Anna Steckiewicz
- phm. Agnieszka Wiśniewska
- pwd. Michał Fitowski
- phm. Maciej Niemczycki

## Komisja Rewizyjna Chorągwi Kieleckiej
- phm. Mariusz Kowalski- przewodniczący
- hm. Jerzy Kurek- wiceprzewodniczący
- phm. Marta Kiełb
- phm. Gabriela Pustuł
- pwd. Przemysław Róziewicz

## Sąd Harcerski Chorągwi Kieleckiej
- hm. Grzegorz Bukowski- przewodniczący Sądu
- hm. Elżbieta Kubiec- wiceprzewodnicząca Sądu
- hm. Dorota Chyczewska- sekretarz Sądu
- hm. Adam Gadawski
- hm. Agnieszka Mańko
- hm. Teresa Pater
- hm. Waldemar Szkatuła
- hm. Piotr Wychowaniec

## Chorągwiana Komisja Stopni Instruktorskich
- hm. Małgorzata Ślaska- przewodnicząca ChKSI
- hm. Elżbieta Kubiec
- hm. Ewa Młynarczyk
- hm. Izabela Paszowska
- hm. Jan Daranowski
- hm. Piotr Wychowaniec